# Afrikanisches Lampenputzergras
Cenchrus setaceus, als Gartenpflanze auch Afrikanisches Lampenputzergras genannt, ist eine Art aus der Familie der Süßgräser (Poaceae). Die Art wurde bis vor kurzem in die, heute aufgegebene, Gattung der Lampenputzergräser (Pennisetum) gestellt und ist bis heute in zahlreichen Veröffentlichungen unter dem synonymen wissenschaftliche Namen Pennisetum setaceum aufgeführt. Ursprünglich heimisch in Nord- und Ostafrika und dem angrenzenden Westasien, wurde die Art als Ziergras in zahlreiche weitere Regionen mit subtropischem Klima eingeführt, ist dort verwildert und hat sich zur invasiven Art entwickelt. Die Art ist in der Liste invasiver gebietsfremder Arten von unionsweiter Bedeutung der Europäischen Union aufgeführt.

## Beschreibung

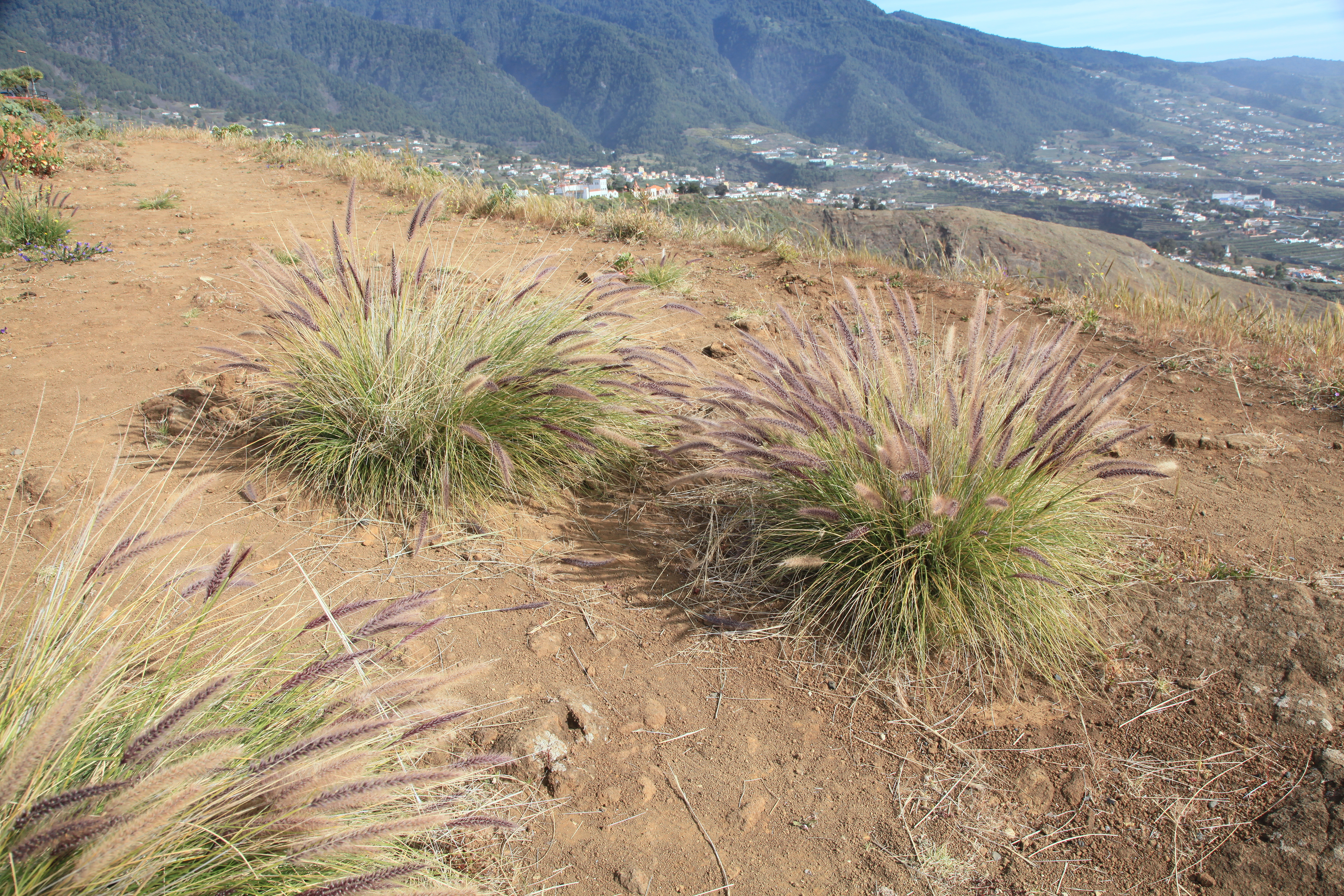
Horste des Afrikanischen Lampenputzergrases auf der Insel La Palma, Kanaren

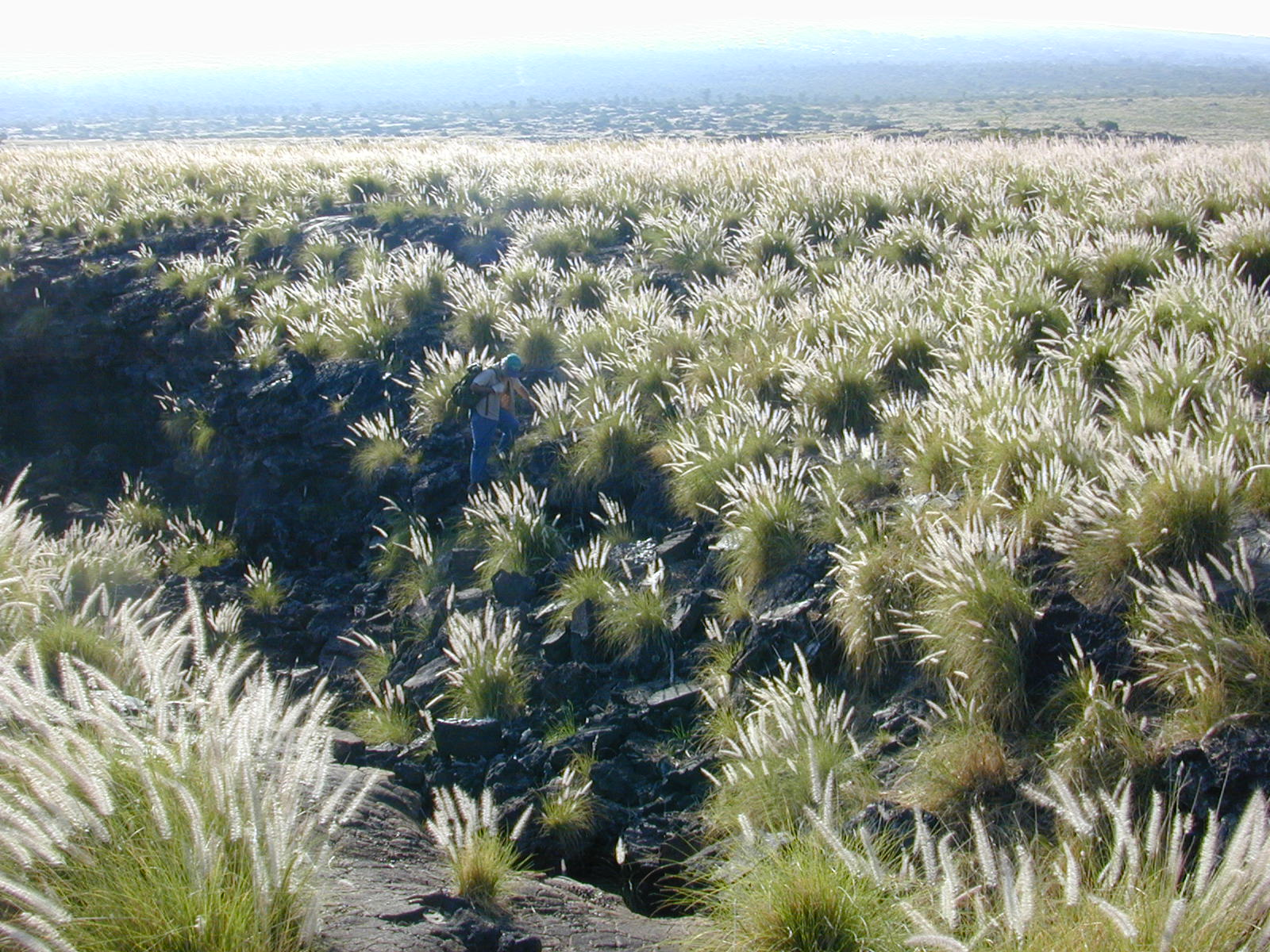
Afrikanisches Lampenputzergras auf Hawaii

Cenchrus setaceus ist eine ausdauernde, gelegentlich auch nur einjährige, horstbildende Grasart, die außerdem unterirdische Kriechsprosse (Rhizome) ausbilden kann. Die aufrechte Halme erreichen eine Wuchshöhe von etwa 20 bis 130 Zentimeter, auf günstigen Standorten, etwa in gut bewässerten Gärten, auch darüber. Sie sind an der Basis verholzend. Die Laubblätter stehen sowohl basal wie auch an den Knoten des Halms, die jung eingerollte Blattspreite ist etwa (10-) 20 bis 30 (- 80) cm lang und 1 bis 3 mm breit, sie ist etwas blaugrün gefärbt und am Rand lang bewimpert, mit einer auffallend vorstehenden Mittelrippe auf der Spreitenoberseite, sie ist länger als das zugehörige Internodium. Die Blattscheiden und Internodien sind glatt, das Blatthäutchen durch einen Haarkranz ersetzt.
Die für den Trivialnamen namensgebenden, 6 bis 30 Zentimeter langen Blütenstände sind Scheinähren, in denen die Teilblütenstände (Ährchen) dicht gedrängt stehen. Jedes Ährchen besteht aus einer sitzenden und meist einer (seltener zwei oder keiner) gestielten Blüten. Die Ährchen sind 4,5 bis 6,5 mm lang, lanzettlich und seitlich abgeflacht, alle Spelzen ohne Grannen. Sie sind am Grund von einem Kranz aus sehr langen und auffallenden Haarborsten umgeben, die zumindest an ihrer Basis gefiedert sind. Diese sind untereinander ungleich lang, die längeren erreichen etwa 40 mm Länge.

### Ähnliche Arten
Vor allem aus Gärten sind Formen mit burgunderroter Blattspreite bekannt, meist als forma Rubrum bezeichnet. Diese wurden von den Botanikern Joseph K. Wipff und Jan-Frits Veldkamp als eigene Art Pennisetum advena Wipff & Veldkamp, heute Cenchrus advena (Wipff & Veldkamp) Morrone, abgetrennt. Diese wird aber nicht von allen Taxonomen anerkannt. Sehr ähnlich sind auch Cenchrus longisetus M.C.Johnst. und Cenchrus orientalis (Rich.) Morrone, diese sind vor allem an der Längenverteilung der Borstenhaare unterscheidbar.

## Phylogenie und Taxonomie
Die Art wurde durch den schwedischen Naturforscher Peter Forsskål in der (postum 1775 herausgegebenen) Schrift Flora Aegyptiaco-Arabica unter dem Basionym Phalaris setacea S. 17 erstbeschrieben, Forsskål entdeckte sie in Ägypten auf einer vom dänischen König finanzierten Forschungsreise nach Ägypten und Arabien, auf der er 1773 im Jemen an der Malaria starb. 1923 transferierte der italienische Botaniker Emilio Chiovenda sie in die von Louis Claude Marie Richard schon 1805 beschriebene Gattung Pennisetum, in der sie bis in die 2010er Jahre unangefochten verblieb. Ein verbreitetes Synonym ist Cenchrus asperifolius Desf.(= Pennisetum asperifolium (Desf.) Kunth).
Pennisetum wurde von der bereits von Carl von Linné beschrieben Gattung Cenchrus anhand der freien haarförmigen Borsten unterschieden (bei Cenchrus an der Basis verbunden und schuppenförmig oder stechend borstig). Seit langem bestehende Schwierigkeiten, einzelne Arten einer dieser Gattungen zuzuweisen, führten dann anhand von phylogenomischen Untersuchungen zu der Erkenntnis, dass die Arten der artenarmen Gattung Cenchrus in die Gattung Pennisetum eingeschachtelt und nicht näher miteinander verwandt sind, gerade Cenchrus setaceus erwies sich als näher zu den meisten bisherigen Cenchrus-Arten verwandt als zu den bisher nach Pennisetum gestellten, wobei eine Entstehung der Art durch eine frühere Hybridisierung unter Beteiligung einer Cenchrus-Art mit Polyploidisierung des Erbguts wahrscheinlich gemacht wurde. Für die nun erforderliche gemeinsame Gattung musste nach den Nomenklaturregeln der ältere Name Cenchrus verwendet werden, obwohl die frühere Gattung Pennisetum viel artenreicher war, die Art wurde daher von Osvaldo Morrone in der Arbeit (von 2010) zu Cenchrus setaceus umkombiniert. Die neue Stellung hat sich in der Fachwelt schnell durchgesetzt in den meisten angewandten Werken, im Gartenbau und auch im Verordnungstext der Europäischen Union ist aber weiterhin der ältere Name Pennisetum setaceum zu finden.

### Trivialname
Der Trivialname „Afrikanisches“ Lampenputzergras wurde von Gärtnern gewählt, um die Art vom („Australischen“) Lampenputzergras (Cenchrus purpurascens Thunb., früher meist Cenchrus alopecuroides (L.) Thunb. oder Pennisetum alopecuroides (L.) Spreng.) zu unterscheiden. Er ist nicht ganz glücklich gewählt, weil zahlreiche andere Arten der Gattung mit ganz ähnlicher Morphologie, die aber nicht gärtnerisch verwendet werden, ebenfalls in Afrika zu Hause sind.

## Verwendung als Gartenpflanze
Das Afrikanische Lampenputzergras ist eine beliebte Ziergrasart, die vor allem wegen der dekorativen Scheinähren als Solitärstaude und in Rabatten geschätzt wird. Verbreitete Sorten sind ‚Astrosanguineum‘, ‚Cupreum‘, 'Rubrum' (Blätter purpurrot mit grünen Ansätzen bis rotbraun), 'Fireworks' (Blätter knallrot) und 'Purple Majesty' (Blätter rot, einjährig). Bei den Gärtnernamen Pennisetum ‚purpureum‘ und Pennisetum ‚rubrum‘ ist allerdings die Artzugehörigkeit strittig (vgl. unten), sie wurden aber traditionell, bis zur Aufnahme der Art in die Liste invasiver gebietsfremder Arten, als dieser Art zugehörig betrachtet.
In jüngerer Zeit plädierte der Zentralverband Gartenbau dafür, dass die bisher als Pennisetum setaceum ‘Rubrum‘ benannte rotblättrige Form des Afrikanischen Lampenputzergrases in Wirklichkeit nicht zu dieser Art gehört, sie verweisen dabei auf eine Arbeit der Botaniker Wipff und Veldkamp und briefliche Auskünfte des amerikanischen Botanikers und Gräserspezialisten Joseph Wipff selbst. Hintergrund ist die am 12. Juli 2017 erfolgte Aufnahme der Art in die Liste invasiver gebietsfremder Arten von unionsweiter Bedeutung, womit der weitere Handel (mit einer einjährigen Übergangsfrist) verboten ist. Der Verwaltungsausschuss Invasive Arten der EU-Mitgliedstaaten entschied daher am 5. Dezember 2017, dass sie damit zunächst nicht unter die Vorschriften zu invasiven Arten der EU fallen. Die Handhabung der Behörden in der Angelegenheit ist bisher uneinheitlich. Unter dem Namen Afrikanisches Lampenputzergras im Handel angebotene Sorten werden zumindest bisher aber offenbar geduldet.

## Verbreitung, invasive Art
Das Afrikanische Lampenputzergras ist heimisch in ariden, subtropischen Regionen, vor allem an der nordafrikanischen Küste des Mittelmeeres und der angrenzenden Sahara-Region, in der Levante und in Arabien. Es wird in Regionen mit ähnlichen klimatischen Bedingungen, zum Beispiel in der gesamten Mittelmeerregion, im Westen der USA, in Südafrika und Australien als Ziergras angepflanzt, ist hier verwildert und wird heute als invasive Art eingeschätzt. Es ist aber ökologisch plastischer, im Garten kann es bis in die Winterhärtezonen 7 bis 10 verwendet werden und ist daher auch in Mitteleuropa eine beliebte Zierpflanze. Anders als in wärmeren Klimaten verwildert es aber hier bisher nicht, eingebürgerte Vorkommen sind weder in Österreich noch in Deutschland bekannt.
Die Art vermag in ariden Lebensräumen mit geringer Vegetationsdeckung eine erhebliche Biomasse aufzubauen. Dies ist insbesondere ein Problem der Feuerökologie. Die größten Probleme bestehen auf Hawaii, wo das Gras die indigene, feuertolerante Grasart Heteropogon contortus weitgehend verdrängt hat. In den neuen Beständen ist aufgrund der höheren oberirdischen Biomasse die Wahrscheinlichkeit von Bränden stark angestiegen. Ähnliche Probleme mit Bränden werden auch für den Südwesten der USA, etwa in der Sonora-Wüste in Arizona und in Südafrika angegeben.
In der Mittelmeerregion breitet sich die Art in Spanien (unter Einschluss der Kanaren), in Südfrankreich und in Italien derzeit massiv aus. Die Art ist als Weidegras unbeliebt und entwertet dadurch Weiden, zudem bestehen ähnliche Probleme mit zunehmender Brandneigung, insbesondere in den Wintermonaten. Ein Unterschied in der Invasivität zwischen den verschiedenen Kultursippen, auch den öfters abgetrennten rot gefärbten, ist hier nicht feststellbar.
Die Pflanze befindet sich auf der Liste der gebietsfremden invasiven Pflanzen der Schweiz.